# Centauro Film
La Centauro Film è stata una casa di produzione cinematografica attiva a Torino durante il periodo del cinema muto dal 1912 al 1915.

## Storia
L'azienda venne fondata nel 1912 dall'ingegner Dario Omegna, fratello minore di Roberto, noto per la sua attività nella cinematografia scientifica presso il Luce. Egli rilevò gli impianti torinesi, di cui già era direttore, della "S.I.C.- Unitas", società di produzione cinematografica di ispirazione cattolica, che aveva anche una sede a Milano, in via Cerva. 
L'accordo venne concluso all'inizio del 1912 e fu infatti in quei giorni che apparve sui periodici cinematografici del tempo il comunicato con cui Omegna annunciava che «si pregia di aver rilevato dalla "Unitas" lo stabilimento cinematografico del quale è sempre stato direttore tecnico ed amministrativo, cui apporterà tutte le modificazioni dovute all'arte cinematografica».
Il complesso su cui insisteva la nuova impresa era lo stesso su cui si era insediata sin dal 1907 la S.I.C., e si trovava nel parco di una villa denominata La Milanina nella zona della Pellerina, poco lontano dalla Dora Riparia, al numero civico (di allora) 355. Con il subentro di Omegna, causato da una delle ricorrenti crisi che travagliarono la vita della S.I.C., furono realizzati diversi lavori di sistemazione degli impianti e si provvide ad un ampliamento delle collaborazioni. Venne costruito un secondo teatro di posa di ferro e vetro le cui notevoli dimensioni consentivano la contemporanea attività di due troupes; e venne arricchito il personale sia tecnico che artistico, assumendo l'attore Cesare Quest, proveniente dalla "Pasquali Film" e, tra i registi, Giuseppe de Witten e Gerardo De Sarro, che sarà poi uno dei principali collaboratori della breve stagione produttiva dell'azienda.
L'iniziativa di Omegna si collocava in un periodo di tumultuosa vivacità della cinematografia torinese: l'anno precedente era nata la "Savoia Film", mentre all'inizio del 1913 si costituisce la società "Gloria Film" di Caserini. Le imprese cinematografiche torinesi si sfidavano per prevalere sui mercati internazionali, anche con forme di concorrenza sleale (si ricorda la vicenda de Gli ultimi giorni di Pompei pubblicato quasi contemporaneamente nel 1913 dalla "Ambrosio" e dalla "Pasquali" con strascichi giudiziari anche all'estero), costruendo un periodo di successi artistici e commerciali della cinematografia italiana che si concluderà con lo scoppio della guerra
La "Centauro" tentò di inserirsi puntando su una produzione divisa in tre "serie", quella "rossa" dedicata ai film drammatici, a soggetto, quella "verde" per i documentari e le attualità, e quella "bianca" contenente le comiche. E fu proprio questo terzo aspetto che ottenne subito un discreto successo con la figura di "Tartarin", interpretato da Quest che però all'inizio del 1913 lasciò la "Centauro" per trasferirsi alla "Milano Films" (Quest morì poi in guerra nel luglio 1915), sostituito, con minore fortuna, da Arnaldo Tognocchi, con il personaggio di "Arnaldi". A questi due attori, insieme, si deve quasi la metà delle pellicole attribuite alla "Centauro".
La produzione di "dal vero" (il termine del tempo per i documentari) fu molto limitata e con difficoltà decollò anche la produzione di film drammatici, anche perché l'azienda non poté dotarsi di interpreti di primo piano, in grado di competere con i nomi del nascente "divismo". In qualche occasione, tuttavia, i film della "Centauro" ricevettero notevoli apprezzamenti, come accadde per Il turbine, un lungometraggio (per i tempi) di 850 m che fu definito «un forte dramma di commozione che si vede con piacere, nell'assieme condotto bene, sin troppo bene con scene attraentissime rivestite di una grazie signorile», oppure per Il maresciallo (epopea napoleonica) cui venne riconosciuto, nonostante le difficoltà, «un notevole gusto artistico [con scene] di una bellezza che si impose ed è giusto che una parola di lode venga rivolta».

Fotogramma de Il maresciallo - epopea napoleonica (1912), uno dei film più apprezzati della "Centauro"

Alla fine del 1913 venne stipulato con la "Ambrosio" (il cui maggior dirigente era a quel tempo Roberto Omegna, fratello di Dario. che fu anche per qualche mese inviato a rafforzare lo "staff" della "Centauro" curando la fotografie di alcune pellicole) un accordo commerciale, con cui la "Centauro" concedeva alla più potente impresa di via Nizza l'esclusiva per la distribuzione commerciale delle sue opere. Benché esso venisse presentato come un vantaggio per l'azienda cedente, era in realtà il segno di una difficoltà, a cui però l'accordo in base al quale la "Centauro" accettava di entrare nell'orbita "Ambrosio" non fu in grado di porre rimedio. Nel 1914 i film distribuiti si riducono (molti in realtà sono stati realizzati l'anno precedente).
Nell'ottobre del 1914 vengono pubblicate notizie relative ad un imminente rilancio dell'azienda, ma si tratta di speranze vane. «Perché la "Centauro" si fa scappare tutti i suoi migliori artisti?» chiede un osservatore all'inizio del 1915 a proposito del passaggio del regista Bencivenga ad un'impresa napoletana. Ma in realtà l'azienda ha già cessato l'attività nel corso del 1914. Poi la guerra provocherà la crisi o la chiusura di imprese cinematografiche italiane anche ben più solide di quanto fosse stata la "Centauro Film".
Della produzione dell'azienda della Pellerina non è rimasto oggi quasi nulla. Secondo le ricerche dello storico del cinema muto Aldo Bernardini sarebbero soltanto due, forse tre - ma solo come incompleti spezzoni - i titoli sopravvissuti, oggi conservati presso il Museo nazionale del cinema di Torino: Il gioiello recuperato, L'olocausto e, ma non è certo, Grido dall'oltretomba.

## Filmografia
La produzione "Centauro" si estende dal 1912 al 1914 e consta di circa 70 titoli. Alcuni risultano poi usciti nel 1915 quando l'attività produttiva era già cessata. I titoli sono stati ricostruiti consultando i vari volumi speciali di Bianco e nero sul cinema muto italiano editi dal C.S.C. e da E.R.I., integrando i dati con quelli esposti da Maria Adriana Prolo nell'opera citata nella bibliografia. Quando manca il nominativo del regista significa che le fonti non lo indicano.

1912
- Una brutta giornata di Tartarin
- Le 5 lettere di Tartarin
- Come Tartarin si liberò dei suoi creditori
- Un dramma a Posillipo, regia di Giuseppe De Witten
- Innocenza che riabilita, regia di Giuseppe De Witten
- Luce e tenebre
- Il maresciallo (epopea napoleonica), regia di Giuseppe De Witten
- Nozze forzate, regia di Gerardo Di Sarro
- Omertà, regia di Gerardo Di Sarro
- Tartarin chanteuse
- Tartarin e i 5 franchi
- Tartarin e la cameriera
- Tartarin a i suoi dieci comandamenti
- Tartarin guardia
- Tartarin guerriero
- Tartarin innamorato
- Tartarin lift
- Tartarin milionario
- Tartarin modista
- Tartarin pittore
- Tartarin pompiere
- Tartarin rivoluzionario
- Tartarin tartassato
- Tartarin vittima di un colpo di vento
- Il testamento della zia
- Il turbine, regia di Gerardo Di Sarro
- L'ultimo waltzer, regia di Giuseppe De Witten
- L'arte e l'industria cinese (documentario)
- Cina sconosciuta (documentario)
- Flora alpina (documentario)

1913
- Arnaldi il cerimonioso, regia di Giuseppe Gray
- Arnaldi istitutrice, regia di Giuseppe Gray
- Arnaldi misterioso, regia di Giuseppe Gray
- Arnaldi vuol essere uomo, regia di Giuseppe Gray
- Il bacio di una belle donna
- Chiave d'oro e chiave di ferro
- La culla vuota, regia di Giuseppe Gray
- Il duello di Tartarin, regia di Giuseppe Gray
- Gatto burlone
- Linda di Chamouny, regia di Giuseppe Gray
- Non desiderare la donna d'altri
- Pettegolezzi
- La poupée
- primo amore di Arnaldi, regia di Giuseppe Gray
- Il segreto di Alberto, regia di Gerardo Di Sarro
- La suocera dragone, regia di Giuseppe Gray
- Tartarin autore drammatico, regia di Giuseppe Gray
- Tartarin capo ufficio, regia di Giuseppe Gray
- Tartarin disgraziato, regia di Giuseppe Gray
- Tartarin e la censura cinematografica, regia di Giuseppe Gray
- Tartarin e il busto della cugina, regia di Giuseppe Gray
- Tartarin finto cicerone, regia di Giuseppe Gray
- Tartarin ingannato, regia di Giuseppe Gray
- Tartarin poliziotto, regia di Giuseppe Gray
- Tersicore (oriente ed occidente), regia di Giuseppe Gray
- Nel regno dei Faraoni (documentario)

1914
- L'Ave Maria, regia di Gerardo di Sarro
- Cuore di apache, regia di Gerardo Di Sarro
- Il diavolo nero, regia di Luigi Maggi
- L'evasione del diavolo nero, regia di Luigi Maggi
- Il grido d'oltretomba
- Il giuramento dello spergiuro, regia di Gerardo Di Sarro
- Idillio interrotto, regia di Gerardo Di Sarro
- La leggenda del castello, regia di Gerardo Di Sarro
- La mania del bigliardo, regia di Gerardo Di Sarro
- Miopino a caccia
- Per una rosa, regia di Gerardo Di Sarro
- La porta chiusa, regia di Gerardo Di Sarro
- Il segreto di Alberto
- Raggio che aumenta
- La trovata della suocera, regia di Gerardo Di Sarro
- Firenze monumentale (documentario)

1915
- Il gioiello recuperato, regia di Gerardo Di Sarro
- L'olocausto, regia di Gerardo Di Sarro
- La vittoria dei D.A.C., regia di Gerardo Di Sarro